# Top Records
La Top Records è una storica casa discografica italiana fondata nel 1976 a Milano. 
Fa parte della IFPI (Federazione Internazionale dell'Industria Fonografica).

## Storia
Nel 1976 il produttore discografico Guido Palma fonda l'etichetta Top Records.
Tra i primi artisti sotto contratto negli anni Settanta figuravano The Bronis, Layla Arizona, Demis Roussos, Nokeys, Henry Mancini.
Nel 1980 Guido Palma fonda le edizioni musicali Dingo Music, con un vastissimo repertorio di musica pop, musica rock, musica leggera e liscio orchestrale, pubblicando le opere in vinile.
Per la Top Records e per le edizioni editoriali Dingo Music hanno scritto noti autori italiani come Peppino Principe, Luigi Albertelli, Paola Palma, Massimo Luca (quest'ultimo impegnato al fianco di Gianluca Grignani, Lighea, Paola e Chiara), e molti altri.
Nel 1984 è uscita una "Special Collection" dedicata all'edizione di quello stesso anno del Premio Rino Gaetano.
Nel 1987 l'etichetta ha collaborato alla pubblicazione di una compilation di Jimi Hendrix intitolata The Jimi Hendrix Concerts.
Nel 1998 Top Records e Dingo Music, in collaborazione con Sony Music, ottengono il primo premio al Festival di Sanremo 1998 con il brano scritto da Massimo Luca e Paola Palma Senza te o con te interpretato da Annalisa Minetti.
Nel 2013, ancora durante il Festival di Sanremo, è stato consegnato a Guido Palma il Premio AFI alla carriera.
La Top Records nel corso degli anni è stata distribuita da WEA, EMI, RTI Music - Mediaset Group, Sony Music S4 (marchio esclusivo della Sony Music Entertainment) e C.G.D. East West / Warner Music.
Fanno inoltre parte del gruppo Top Records le etichette Dingo Music, Sap, Kiwi Record, Smoking Productions.

## Discografia
La Top Records ha pubblicato dischi e singoli di molti compositori e artisti italiani, di colonne sonore e di sonorizzazione.

### 33 giri 12" LP
| Numero di catalogo | Anno | Interprete | Titoli                                                                           |
| ------------------ | ---- | --- | -------------------------------------------------------------------------------- |
| TLP 202            | 1981 | Forzanove | Autoanalisi                                                                      |
| TLP 203            | 1981 | Melo Fidelio | Musica in galleria                                                               |
| TP 3200-1          | 1983 | Alberto Barbero | Questa gente non mi va                                                           |
| TP 3201-1          | 1983 | Françoise Hardy | Quelqu'un qui s'en va                                                            |
| 120-07-130         | 1984 | Bolero | I wish                                                                           |
| TP 66501           | 1984 | Shirley Bassey | Shirley Bassey                                                                   |
| TP 66701           | 1984 | Giampiero Artegiani, Stefano Principini, Matteo De Lisi, Grazia Di Michele, Mimmo Cavallo, Angelo Lenatti, Marco Pozzi, Pino D'Angiò, Carlo Cori, Gio' Calizzi | Special Collection: Premio Rino Gaetano '84                                      |
| 120-07-175         | 1985 | Bolero | Heartache                                                                        |
| TP 66502           | 1985 | Flavio Oreglio, Brio & Swing Band, Giò Calizzi, Max Marinaro, Gabriella Matulli, Ruby Coletta, Dario Gay                                                       | Superdiscomix - Premio Rino Gaetano 1985                                         |
| TP 66702           | 1985 | Henry Mancini | Space Vampires (Lifeforce) - Colonna sonora originale del film                   |
| TP 66704           | 1986 | Jerry Goldsmith | Allan Quatermain e le miniere di Re Salomone (Colonna sonora originale del film) |
| TP 66504           | 1986 | Tommy Scott | Tommy Scott's Pipes & Strings Of Scotland                                        |
| TP 66705           | 1987 | Goran Kuzminac | Contrabbandieri di musica                                                        |
| TP 66706           | 1987 | Ellepi Various: Janis Lee Burns, Massimo Ghini, Girl Talk | Ellepi                                                                           |
| TP 66801           | 1987 | Jimi Hendrix | The Jimi Hendrix Concerts                                                        |
| TP 66301           | 1989 | Tina Charles | You set my heart on fire (Hot Mix) / I need you (Miami Mix)                      |
| 60 7991961         | 1992 | Ivan Cattaneo | Il cuore è nudo... e i pesci cantano                                             |
| 94001 MO           | 1994 | Marco Leavy A Featuring DJ Roland | Please Mister DJ                                                                 |

### 45 giri 7"
| Numero di catalogo | Anno | Interprete                       | Titoli                                                                            |
| ------------------ | ---- | -------------------------------- | --------------------------------------------------------------------------------- |
| TP 1001            | 1977 | Alberto Barbero e Le 5 Ragazze 5 | E poi, e poi                                                                      |
| JB 011             | 1978 | Alberto Barbero e Le 5 Ragazze 5 | E poi, e poi (edizione juke box del titolo precedente)                            |
| TP 1003            | 1978 | Alberto Barbero e Le 5 Ragazze 5 | Eternamente                                                                       |
| TP 1004            | 1979 | The Gypsies                      | Vagabond thief                                                                    |
| TP 1005            | 1979 | Layla Arizona                    | Back Here In England                                                              |
| TP 1006            | 1979 | Ella Armstrong                   | Touchez la chatte                                                                 |
| TP 1007            | 1980 | Momi                             | Due Pierrot                                                                       |
| TP 1008            | 1980 | Anton Luca                       | Prova a dirmi sì                                                                  |
| TP 1009            | 1980 | Sally Townsend                   | Love at first night                                                               |
| TP 1010            | 1980 | Gli amici di Misha               | Amico Misha                                                                       |
| TP 1011            | 1980 | Mario Actis                      | Spiaggie d'Abbruzze                                                               |
| TP 1012            | 1980 | Forzanove                        | Fermatevi un po'                                                                  |
| TP 1013            | 1981 | Octopus                          | All alone / Back seat love                                                        |
| TP 1014            | 1981 | Forzanove                        | Autoanalisi                                                                       |
| TP 1014            | 1981 | Forzanove / Octopus              | Autoanalisi / All alone                                                           |
| TP 1015            | 1981 | Volpi Blu / Forzanove            | Ti prego torna / Avessi un paio d'ali                                             |
| TP 1016            | 1981 | Forzanove                        | Avessi un paio d'ali / Lo specchio                                                |
| TP 1017            | 1982 | Hifi5                            | Note d'amore                                                                      |
| TP 1018            | 1983 | Alberto Barbero                  | Questa gente non mi va / Vivo per te                                              |
| TP 2200-7          | 1983 | Combo Colossale                  | Puppen weinen Nicht                                                               |
| TP 2201-7          | 1983 | Ami Aspelund                     | Fantasy dream / Dreams come and go                                                |
| 100·07·319         | 1985 | Bolero                           | I wish                                                                            |
| 100·07·352         | 1985 | Bolero                           | Heartache                                                                         |
| TP 66001           | 1985 | Vanna Brosio                     | Dai campione                                                                      |
| TP 66002           | 1985 | Avana                            | Sogna                                                                             |
| TP 66003           | 1985 | Smack                            | Loca de mi                                                                        |
| TP 66004           | 1985 | Luciana                          | Like a rainy day                                                                  |
| TP 66005           | 1985 | Paola Piras / Pino Pettinato     | Natale in musica (I Festival della Canzone di Natale)                             |
| TP 66008           | 1985 | Azzurra Disabato                 | La neve sul mare                                                                  |
| CA 94633           | 1986 | Joan Kevin                       | Amazonia                                                                          |
| TP 66006           | 1986 | Desa'                            | S.O.S. Radio                                                                      |
| TP 66007           | 1986 | No Ties                          | Lovely way                                                                        |
| JB 83              | 1987 | Bea Giannini, Goran Kuzminac     | Ricordo (di un'estate fa) / Malaria                                               |
| TP 66009           | 1987 | Lello Stendardo                  | No alla violenza                                                                  |
| TP 66010           | 1987 | Stefano Cambrya                  | Con il tempo                                                                      |
| TP 66011           | 1987 | Mauro Fogli                      | Selezione naturale / Cammina fratello                                             |
| TP 66012           | 1987 | Bea Giannini                     | Ricordo di un'estate fa                                                           |
| TP 66013           | 1987 | Massimo Ghini & Janis Lee Burns  | I can't help it / Dancer                                                          |
| TP 66014           | 1988 | Gisa                             | Get up                                                                            |
| TP 66015           | 1988 | Nini Zironi                      | Strano feeling                                                                    |
| TP 66016           | 1988 | Gianni Dei                       | Nei miei pugni stai                                                               |
| TP 66017           | 1988 | Erio Tripodi                     | 'Na rosa rossa pe' Katiuscia (Eta krasnaia rosa dlia Katiusci) / Goodbye Brooklyn |
| TP 66018           | 1988 | Gan And Novak                    | She's breaking my heart                                                           |
| TP 66020           | 1990 | Mirella Banti                    | Mambo Jumbo                                                                       |
| TP 66021           | 1991 | Carlo Gregori                    | Città città / Sandalina rossa                                                     |
| TP 66024           | 1991 | Ella Williams                    | Don't make my brown eyes blue                                                     |

## Altre Pubblicazioni CD, (Cass), Single[5]
| Numero di catalogo | Anno | Interprete | Titolo                                   | Formato            |
| ------------------ | ---- | --- | ---------------------------------------- | ------------------ |
| 50 TP 66702        | 1985 | Henry Mancini | Space Vampires (Lifeforce)               | Cass               |
| 130.07.334         | 1989 | Stage / Bolero | Voodoo Dance / I Wish                    | CD, Maxi           |
| 16632 0004-2       | 1992 | Ivan Cattaneo | Il cuore è nudo e i pesci cantano        | CD, Album          |
| 16632 0002-2       | 1994 | FPI Project, Alex Lee, DJ H. Feat. Stefy, Alphatek, Korda, Randy B, Sima, Paul Light | The Best Of Italian House                | CD, Compilation    |
| 16632 0004-2       | 1994 | Dario Gay | Basta con le favole                      | CD, Maxi           |
| CD 16632 0001-2    | 1994 | Rosanna Fratello | Stammi vicino (Rosanna Fratello)         | CD, Album          |
| CD 166320016-2     | 1996 | Marco Borzatta | Un amore un po' difficile                | CD, Mini           |
| CD 22191           | 1998 | Rosanna Fratello | Io vivrò e tutti i miei grandi successi  | CD, Album          |
| DR 146             | 2001 | Monica Dore | Solo Una Vez Mas / Shalalalala           | CD                 |
| 7991962            | 2001 | Ivan Cattaneo | Il cuore è nudo e i pesci cantano        | CD                 |
| 166320006-2        | 2001 | Tina Tuner | Goes country                             | CD                 |
| 16632002-2         | 2001 | Paul Mauriat | Not Available                            | CD                 |
| 166320003-2        | 2001 | Patrizia Pellegrino | Per cambiare per cambiare                | CD                 |
| 128553881          | 2003 | Miramax Motion Picture | Confessioni di una mente pericolosa      | (Soundtrack), CD   |
| AFI 004            | 2003 | Leo Cesari, Paola Ruggeri, Mianna, Cheryl Porter, Livia D'Arco, Dolcenera, Fabio Granata, Anlil, I Cugini di Campagna, Monica Dore, Tiziana Manenti, Omar Lambertini, Jason Ames, Genio E I Pierrot, Gabriel Oscar Rosati, Tony Verga, | Italian Independent Music                | 3xCD, Compilation  |
| TOP DR 178         | 2005 | Nokeys | Ladra nell'anima                         | CD, Singolo, Promo |
| DR 181             | 2006 | Nokeys | Maneggiare con cura                      | CD, Album          |
| TOP DR 185         | 2006 | Ella | Omnipassé                                | CD, Album          |
| TOP DR 186         | 2006 | Tiziana Manenti | Ricominciare da me                       | CD, Singolo        |
| TP 182             | 2006 | Ape regina | Uomo di vetro (Feedback Boys Remix)      | CD, Singolo        |
| DR 189             | 2007 | Ape regina | Difetto di fabbrica                      | CD, Album          |
| DR 197             | 2007 | Tiziana Manenti | Cuore di cartone                         | CD, Singolo        |
| DR 218             | 2008 | Alberto Bertoli | Le cose cambiano                         | CD, Singolo        |
| DR 230             | 2009 | Marcello Pallanca | Le mie vibrazioni                        | CD, Album          |
| DR 221             | 2010 | Artisti vari | Premio Internazionale Mino Reitano       | CD, Album          |
| DR 225             | 2011 | Alberto Bertoli | Il tempo degli eroi                      | CD, Album, (Edel)  |
| DR 256             | 2012 | Antonio Zequila | Le donne                                 | CD, Album          |
| B00FBMDPKO         | 2013 | hisashi | Keep On (...)                            | CD, EP             |
| DR 299             | 2013 | Davide Lucchini | Quando arriverai                         | CD, Singolo        |
| B00BP3GNV6         | 2013 | Andrea Petrucci | Questa notte un po' di te                | CD, Singolo        |
| DR 316             | 2013 | Gianni Scacco | Demos                                    | CD, Singolo        |
| DR318              | 2013 | La Milano | La Milano-Sanremo della canzone italiana | CD, Album          |
| DR326              | 2013 | Davide Flauto feat. Robiex | Evacuate the world                       | CD, Singolo        |
| DR 378             | 2014 | Geoffrey De Vai | Delicante                                | CD, Album          |
| DR 540             | 2016 | Iovino & Martucci, Tauro Iovino feat Martucci | Music Background                         | MP3, WAV, Album    |
| DR 548             | 2016 | Simone Vignola | Mi sento meglio                          | CD, Singolo        |
| DR 556             | 2017 | Giulia Briziarelli | Viaggio per mare                         | CD, Singolo        |
| DR 589             | 2017 | Marcello Pellanca | Acustico Settantasette                   | CD, Album          |
| DR 627             | 2017 | Tauro Iovino | Life is one, be happy                    | MP3, WAV, Singolo  |
| DR 649             | 2018 | Donatella Canepa | Nautilus                                 | CD, Album          |
| DR 657             | 2018 | Tauro Iovino | Io sono l'ultimo                         | MP3, WAV, Singolo  |
| DR 692             | 2018 | Tauro Iovino | Di azzurro e cielo                       | MP3, WAV, Singolo  |